# Naturschutzgebiet Oberes Lennetal (Schmallenberg)
Das Naturschutzgebiet Oberes Lennetal mit einer Größe von 25,6 ha liegt südlich und östlich von Westfeld im Stadtgebiet von Schmallenberg im Lennetal. Das Gebiet wurde 2008 mit dem Landschaftsplan Schmallenberg Südost durch den Hochsauerlandkreis als Naturschutzgebiet (NSG) ausgewiesen. Das NSG besteht aus zwei Teilflächen. Die beiden Teilflächen werden durch das Naturschutzgebiet Oberes Lennetal im Stadtgebiet Winterberg voneinander getrennt. Das NSG schließt direkt an das Naturschutzgebiet Kahler Asten auf dem Stadtgebiet von Winterberg an, wo die Lenne entspringt.

## Gebietsbeschreibung
Es handelt sich um ein Mittelgebirgstal mit Bach und umgebenden Grünlandflächen.

## Pflanzenarten im NSG
Im NSG kommen seltene Tier- und Pflanzenarten vor. Auswahl vom Landesamt für Natur, Umwelt und Verbraucherschutz Nordrhein-Westfalen dokumentierter Pflanzenarten: Acker-Witwenblume, Ährige Teufelskralle, Bach-Nelkenwurz, Bachbunge, Berg-Platterbse, Bitteres Schaumkraut, Blutwurz, Braun-Segge, Breitblättriges Knabenkraut, Echter Baldrian, Echtes Labkraut, Echtes Mädesüß, Echtes Springkraut, Fuchssches Greiskraut, Geflecktes Knabenkraut, Gegenblättriges Milzkraut, Gewöhnliche Pestwurz, Gewöhnliches Ferkelkraut, Gras-Sternmiere, Hain-Sternmiere, Hasenpfoten-Segge, Hunds-Veilchen, Kleine Bibernelle, Kleine Braunelle, Kleiner Baldrian, Kleiner Sauerampfer, Kleines Habichtskraut, Kuckucks-Lichtnelke, Magerwiesen-Margerite, Mittlerer Wegerich, Rauhhaariger Kälberkropf, Rohr-Glanzgras, Rotes Straußgras, Rotschwingel, Ruprechtskraut, Salbei-Gamander, Schlangen-Knöterich, Schnabel-Segge, Spitzlappiger Frauenmantel, Spitz-Wegerich, Straußenfarn, Sumpfdotterblume, Sumpf-Pippau, Sumpf-Vergissmeinnicht, Teich-Schachtelhalm, Wald-Ehrenpreis, Wald-Ziest, Wasser-Minze, Wiesen-Flockenblume, Wildes Silberblatt und Wolliges Honiggras.

## Schutzzweck
Das NSG soll den naturnahen Mittelgebirgsbach Lenne in diesen Bereich schützen.
Wie bei allen Naturschutzgebieten in Deutschland wurde in der Schutzausweisung darauf hingewiesen, dass das Gebiet „wegen der Seltenheit, besonderen Eigenart und Schönheit des Gebietes“ zum Naturschutzgebiet wurde.

## Schutzmaßnahmen
Laut Landschaftsplan sollten die Rotfichten-Bestände in der Aue der westlichen Teilfläche gerodet werden und wieder zu Grünland werden.